# Grammy Awards de 1970
A 12.ª cerimônia anual do Grammy Awards foi realizada em 11 de março de 1970. Eles reconheceram realizações de músicos do ano de 1969.

## Vencedores do prêmio

### Geral
| Gravação do ano - "Aquarius/Let the Sunshine In" – Bones Howe & The 5th Dimension | Álbum do ano - Blood, Sweat & Tears – Blood, Sweat & Tears |
| Canção do ano - "Games People Play" – Joe South                                   | Artista revelação - Crosby, Stills & Nash                  |

### Infantil
| Best Recording for Children - Peter, Paul and Mommy – Peter, Paul and Mary |

### Clássica
| Best Orchestral Performance - Boulez Conducts Debussy, Vol. 2 "Images Pour Orchestre" – Pierre Boulez & Cleveland Orchestra                             | Best Classical Vocal Solo - Barber: Two Scenes From "Antony and Cleopatra"/Knoxville, Summer of 1915 – Thomas Schippers, Leontyne Price & New Philharmonia |
| Best Opera Recording - Wagner: Siegfried – Otto Gerdes, Herbert von Karajan, Helga Dernesch, Thomas Stolze, Jess Thomas & Berlin Philharmonic Orchestra | Best Choral Performance - Berio: Sinfonia – Luciano Berio, Ward Swingle, Swingle Singers & New York Philharmonic                                           |
| Best Instrumental Soloist(s) Performance (with orchestra) - Switched-On Bach – Wendy Carlos                                                             | Best Chamber Music Performance - Gabrieli: Antiphonal Music of Gabrieli – Chicago Brass Ensemble, Cleveland Brass Ensemble & Philadelphia Brass Ensemble   |
| Best Classical Album - Switched-On Bach – Rachel Elkind & Wendy Carlos                                                                                  | |

### Comédia
| Best Comedy Album - Bill Cosby (aka Sports) – Bill Cosby |

### Composição/Arranjo
| Best Instrumental Composition - Midnight Cowboy – John Barry                | Best Arrangement, Instrumental or A Cappella - "Love Theme from Romeo and Juliet" – Henry Mancini |
| Best Arrangement, Instrumental and Vocals - "Spinning Wheel" – Fred Lipsius | Best Score Soundtrack for Visual Media - Butch Cassidy and the Sundance Kid – Burt Bacharach      |

### Country
| Best Female Country Vocal Performance - "Stand By Your Man" – Tammy Wynette                            | Best Male Country Vocal Performance - "A Boy Named Sue" – Johnny Cash                                                                       |
| Best Country Performance by a Duo or Group with Vocal - "MacArthur Park" – Waylon Jennings & Kimberlys | Best Country Instrumental Performance - The Nashville Brass Featuring Danny Davis Play More Nashville Sounds – Nashville Brass & Danny Davi |
| Best Country Song - "A Boy Named Sue" – Shel Silverstein                                               | |

### Folk
| Best Ethnic or Traditional Folk Recording - Clouds – Joni Mitchell |

### Gospel
| Best Gospel/Contemporary Christian Music Performance - In Gospel Country – Porter Wagoner & the Blackwood Brothers | Best Soul Gospel Performance - Oh Happy Day – Edwin Hawkins |
| Best Inspirational Performance - Ain't That Beautiful Singing – Jake Hess                                          |                                                             |

### Jazz
| Best Jazz Instrumental Album - Willow Weep for Me – Wes Montgomery | Best Large Jazz Ensemble Album - Walking in Space – Quincy Jones |

### Teatro musical
| Best Musical Theater Album - Promises, Promises – Burt Bacharach, Hal David, Henry Jerome, Phil Ramone |

### Packaging e notas
| Best Recording Package - America the Beautiful — David Stahlberg & Evelyn J. Kelbish | Best Album Notes - Nashville Skyline – Johnny Cash |

### Pop
| Best Female Pop Vocal Performance - "Is That All There Is?" – Peggy Lee                          | Best Male Pop Vocal Performance - "Everybody's Talkin'" – Harry Nilsson                       |
| Best Pop Performance by a Duo or Group with Vocals - Abbey Road – The Beatles                    | Best Contemporary Performance by a Chorus - "Love Theme From "Romeo and Juliet" – Percy Faith |
| Best Pop Instrumental Performance - "Variations on a Theme by Eric Satie" – Blood, Sweat & Tears | Best Contemporary Song - "Games People Play" – Joe South                                      |

### Produção/Engenharia
| Best Engineered Album, Non-Classical - Abbey Road – Geoff E. Emerick & Phil McDonald | Best Engineered Album, Classical - Switched-On Bach – Wendy Carlos |

### R&B
| Best Female R&B Vocal Performance - "Share Your Love with Me" – Aretha Franklin         | Best Male R&B Vocal Performance - "The Chokin' Kind" – Joe Simon    |
| Best R&B Performance by a Duo or Group with Vocals - "It's Your Thing" – Isley Brothers | Best R&B Instrumental Performance - Games People Play – King Curtis |
| Best R&B Song - "Color Him Father" – Richard Spencer                                    |                                                                     |

### Falado
| Best Spoken Word Album - We Love You Call Collect – Art Linkletter & Diane Linkletter |